# Pontlevoy
Pontlevoy ist eine französische französische Kleinstadt mit 1537 Einwohnern (Stand 1. Januar 2022) im Département Loir-et-Cher in der Region Centre-Val de Loire; sie gehört zum Arrondissement Romorantin-Lanthenay und zum Kanton Montrichard Val de Cher.

## Lage
Die Kleinstadt Pontlevoy liegt im äußersten westlichen Ausläufer der Seenlandschaft Sologne zwischen den Flusstälern von Loire und Cher, 25 Kilometer westsüdwestlich von Blois und 20 Kilometer östlich von Amboise. Nachbargemeinden von Pontlevoy sind Valaire und Sambin im Norden, Le Controis-en-Sologne im Osten, Monthou-sur-Cher im Südosten, Montrichard Val de Cher im Süden und Südwesten sowie Vallières-les-Grandes im Westen und Nordwesten.

## Geschichte
Siehe Schlacht bei Pontlevoy (1016)

### Bevölkerungsentwicklung
| Jahr                       | 1962 | 1968 | 1975 | 1982 | 1990 | 1999 | 2006 | 2013 | 2021 |
| -------------------------- | ---- | ---- | ---- | ---- | ---- | ---- | ---- | ---- | ---- |
| Einwohner                  | 1534 | 1688 | 1413 | 1486 | 1423 | 1460 | 1540 | 1513 | 1515 |
| Quellen: Cassini und INSEE |      |      |      |      |      |      |      |      |      |

## Sehenswürdigkeiten
- Dolmen de la Pierre de Minuit
- Abtei von Pontlevoy aus dem 11. Jahrhundert, Monument historique
- Kirche Saint-Pierre, Monument
- Schloss Les Bordes
- Schloss La Mahaudière
- Schloss L’Alleu
- Schloss La Garette

|  |  |

## Persönlichkeiten
- Ferdinand Desnos (1901–1958), Maler
- Auguste Poulain, Gründer der Chocolaterie Poulain